# Tresantes
L'historiographie appelle tresantes (en grec ancien οἱ τρέσαντες / hoi trésantes, « les peureux ») les Spartiates qui se sont montrés lâches (κακοί / kakoí) au combat et sont de fait exclus de la communauté des Homoioi, les Pairs.

## Statut
Les tresantes sont exclus des syssities, du gymnase et des équipes de jeux de ballon. On les relègue aux dernières places lors des danses rituelles. Dans la rue, ils doivent céder le pas et se promener d'un air morne, faute de quoi leurs concitoyens peuvent les frapper ; ils doivent porter des vêtements sales et rapiécés et se raser seulement une partie de la barbe. Ils doivent se lever même devant leurs cadets ; personne ne leur adresse la parole. Nul n'accepte de leur donner de feu. Leurs filles restent célibataires et à leur charge. S'ils sont célibataires, ils ne peuvent se marier, et restent redevables de l'amende des célibataires. Selon Plutarque, ils sont exclus des magistratures. Thucydide ajoute qu'ils ne peuvent faire des transactions légales. Seuls ces deux traits sont juridiques, les autres relevant d'une culture de marginalisation.
Les mauvais traitements infligés aux tresantes ne sont pas sans rappeler les conditions de vie des Hilotes. Selon Antiochos de Syracuse (fgt. 13) cité par Strabon (VI, 3, 2), les Hilotes sont d'ailleurs d'anciens tresantes :

« Antiochos dit que, lors de la guerre de Messénie, ceux des Lacédémoniens qui ne prirent pas part à l'expédition furent décrétés esclaves et appelés Hilotes ; quant aux enfants nés pendant l'expédition, on les appela Parthénies et on les déchut de tout droit. »

Cependant, les tresantes peuvent encore accéder aux lieux publics, contrairement aux Hilotes, qui subissent une exclusion totale. En outre, ils peuvent se racheter à la guerre. Ainsi, les guerriers s'étant rendus à Sphactérie sont finalement réhabilités.

## Sources
- Hérodote, Histoires [détail des éditions] [lire en ligne] (VII, 231) ;
- Plutarque, Vies parallèles [détail des éditions] [lire en ligne] (Agésilas, 30, 3-4) ;
- Thucydide, La Guerre du Péloponnèse [détail des éditions] [lire en ligne] (V, 34, 2) ;
- Xénophon, République des Lacédémoniens (lire en ligne) (IX, 4-5).